# Diamante d'Oeste
Diamante d'Oeste är en kommun i Brasilien.   Den ligger i delstaten Paraná, i den södra delen av landet, 1 200 km sydväst om huvudstaden Brasília. Antalet invånare är 5 027. Arean är 309 kvadratkilometer.
Terrängen i Diamante d'Oeste är huvudsakligen kuperad, men västerut är den platt.
Omgivningarna runt Diamante d'Oeste är huvudsakligen savann. Runt Diamante d'Oeste är det glesbefolkat, med 12 invånare per kvadratkilometer.